# Coupe d'Algérie de football 1983-1984
Navigation
Coupe d'Algérie
1982-1983 Coupe d'Algérie
1984-1985
La Coupe d'Algérie de football 1983-1984 voit la victoire du MP Oran, qui bat la JH Djazaïr, en finale.
C'est la 2e Coupe d'Algérie remportée par le MP Oran et c'est la 2e fois que la JH Djazaïr atteint la finale de cette compétition.

## Soixante-quatrièmes de finale
(Avant Dernier tour régional)
| Ligue du Centre (1983 à 14h 30)  |                           |       |                 |  |  |       |
| 1                                | US Santé (Alger) (D3)     | 2-0   | USM Alger (D2)  |  |  | Alger |
| 2                                | JH Djazaïr (D2)           | -     | n.c             |  |  |       |
| 3                                | RIJ Alger (D2)            | -     | n.c             |  |  |       |
| 4                                | USM Blida (D3)            | -     | n.c             |  |  |       |
| 5                                | A.S.P                     | -     | n.c             |  |  |       |
| 6                                | NRB Issers (D3)           | -     | n.c             |  |  |       |
| 7                                | OMR El Annasser (D2)      | -     | n.c             |  |  |       |
| 8                                | ...                       | -     | n.c             |  |  |       |
| 9                                | ...                       | -     | n.c             |  |  |       |
| 10                               | ...                       | -     | n.c             |  |  |       |
| Ligue de l'Est(1983 à 14h 30)    |                           |       |                 |  |  |       |
| 1                                | IRB Sétif(D2)             | -     | ???             |  |  |       |
| 2                                | ISM Ain Beida (D2)        | -     | ???             |  |  |       |
| 3                                | CRB Oued Zenati (D3)      | -     | ???             |  |  |       |
| 4                                | MO Constantine (D2)       | -     | ???             |  |  |       |
| 5                                | JSM Tébessa (D2)          | -     | ???             |  |  |       |
| 6                                | CS Constantine (D2)       | -     | ???             |  |  |       |
| 7                                | ...                       | -     | n.c             |  |  |       |
| 8                                | ...                       | -     | n.c             |  |  |       |
| 9                                | ...                       | -     | n.c             |  |  |       |
| 10                               | ...                       | -     | n.c             |  |  |       |
| 11                               | ...                       | -     | n.c             |  |  |       |
| 12                               | ...                       | -     | n.c             |  |  |       |
| Ligue de l'Ouest (1983 à 14h 30) |                           |       |                 |  |  |       |
| 1                                | IRM Béchar (D?)           | 0 - 4 | WM Tlemcen (D2) |  |  |       |
| 2                                | IRB Oued El Abtal (D3)    | -     | n.c             |  |  |       |
| 3                                | JSM Tiaret (D2)           | -     | n.c             |  |  |       |
| 4                                | IRB Relizane (D2)         | -     | n.c             |  |  |       |
| 5                                | CS Université d'Oran (D2) | -     | n.c             |  |  |       |
| 6                                | Nadit Oran (D3)           | -     | n.c             |  |  |       |
| 7                                | IRB Sougueur (D3)         | -     | n.c             |  |  |       |
| 8                                | ...                       | -     | n.c             |  |  |       |
| 9                                | ...                       | -     | n.c             |  |  |       |
| 10                               | ...                       | -     | n.c             |  |  |       |
| 11                               | ...                       | -     | n.c             |  |  |       |
| 12                               | ...                       | -     | n.c             |  |  |       |

## Trente-deuxièmes de finale
(Dernier tour régional)  
Les matchs du dernier tour régional se sont joués le...
| Ligue du Centre 1983  |                           |       |                        |                                       |  |                       |
| 1                     | JH Djazaïr (D2)           | -     | NRB Issers (D3)        |                                       |  |                       |
| 2                     | USM Blida (D3)            | -     | A.S.P                  |                                       |  |                       |
| 3                     | RIJ Alger (D2)            | -     | ???                    |                                       |  |                       |
| 4                     | US Santé (Alger) (D3)     | -     | ???                    |                                       |  |                       |
| 5                     | OMR El Annasser (D2)      | -     | ???                    |                                       |  |                       |
| Ligue de l'Est 1983   |                           |       |                        |                                       |  |                       |
| 1                     | IRB Sétif(D2)             | -     | ???                    |                                       |  |                       |
| 2                     | ISM Ain Beida (D2)        | -     | ???                    |                                       |  |                       |
| 3                     | CRB Oued Zenati (D3)      | -     | ???                    |                                       |  |                       |
| 4                     | MO Constantine (D2)       | -     | ???                    |                                       |  |                       |
| 5                     | JSM Tébessa (D2)          | -     | ???                    |                                       |  |                       |
| 6                     | CS Constantine (D2)       | -     | ???                    |                                       |  |                       |
| Ligue de l'Ouest 1983 |                           |       |                        |                                       |  |                       |
| 1                     | JSM Tiaret (D2)           | 2-1   | IRB Oued El Abtal (D3) | zaoui 52' s.p -ouddah 76'/othmane 15' |  | stade du 19 juin Oran |
| 2                     | IRB Sougueur (D3)         | 0 - 2 | WM Tlemcen (D2)        |                                       |  |                       |
| 3                     | IRB Relizane (D2)         | -     | ???                    |                                       |  |                       |
| 4                     | CS Université d'Oran (D2) | -     | ???                    |                                       |  |                       |
| 5                     | Nadit Oran (D3)           | -     | ???                    |                                       |  |                       |

## Seizièmes de finale
Les matchs des seizièmes de finale se sont joués le 3 février 1984
- Entrée en lice des clubs de 1er division

| #  | Club 1                    | Résultat                | Club 2                | Buteurs                                         | Stade                        |
| -- | ------------------------- | ----------------------- | --------------------- | ----------------------------------------------- | ---------------------------- |
| 1  | MP Alger (D1)             | 1 - 0                   | RIJ Alger (D2)        | Bouiche Nacer 42e                               | Stade du 20 août 1956, Alger |
| 2  | JE Tizi Ouzou (D1)        | 4 - 0                   | Nadit Oran (D3)       |                                                 | Stade Akid Lotfi, Tlemcen    |
| 3  | MP Oran (D1)              | 1 - 1 a.p (t.a.b 4 - 1) | IRB Relizane (D2)     | Benseghir ? / Benyamina ?                       |                              |
| 4  | CR Belcourt (D1)          | 3 - 0                   | USM Blida (D2)        |                                                 | Stade Bologhine              |
| 5  | WM Tlemcen (D2)           | 4 - 2 a.p               | MA Hussein Dey (D1)   |                                                 | stade 19 juin d'Oran         |
| 6  | JSM Tiaret (D2)           | 2 - 1                   | CSO Chlef (D1)        | Maidi Adda 54e 80e (pen.) / Nasri 37e           | stade de Mostaganem          |
| 7  | CS Université d'Oran (D2) | 0 - 0 a.p t.a.b (4 - 1) | USM El Harrach (D1)   | /                                               |                              |
| 8  | IRB Sétif (D2)            | 2 - 1                   | ASC Oran (D1)         | Maatoub 70e Guerri 73e / Tlemcani Abdelkader 4e | stade Bologhine (Alger)      |
| 9  | JH Djazaïr (D2)           | 3 - 0                   | JS Bordj Menaiel (D1) |                                                 |                              |
| 10 | GCR Mascara (D1)          | 1 - 1 a.p t.a.b (4 - 2) | ISM Ain Beida (D2)    | Belloumi /....                                  |                              |
| 11 | EP Sétif (D1)             | 3 - 0                   | CRB Oued Zenati (D?)  |                                                 |                              |
| 12 | ESM Guelma (D1)           | 2 - 1                   | MO Constantine (D?)   |                                                 |                              |
| 13 | WA Boufarik (D1)          | 2 - 0                   | JSM Tébessa (D?)      |                                                 |                              |
| 14 | RS Kouba (D1)             | 1 - 1 (t.a.b)           | US Santé (D?)         |                                                 |                              |
| 15 | USM Bel Abbès (D1)        | 2 - 0                   | OMR El Annasser (D?)  |                                                 |                              |
| 16 | WKF Collo (D1)            | 0 - 0 (t.a.b)           | CS Constantine (D?)   |                                                 |                              |

(*) JH Djazaïr = DNC Alger

## Huitièmes de finale
Les matchs des huitièmes de finale se sont joués le 2 mars 1984.
| # | Club 1        | Résultat              | Club 2               | Buteurs                             | Date       | Stade                                                                    |
| - | ------------- | --------------------- | -------------------- | ----------------------------------- | ---------- | ------------------------------------------------------------------------ |
| 1 | CR Belcourt   | 0 - 3                 | EP Sétif             | Forfait du CRB                      | 20 mars 84 | OPOW du 1er novembre, Tizi-Ouzou (arbitre : m: sayeh) 3000 spectateurs). |
| 2 | JSM Tiaret    | 1 - 0                 | CS Université d'Oran | Ouadah 54e                          | 2 mars 84  | OPOW Mostaganem, Arbitre :Tighilt                                        |
| 3 | JE Tizi-Ouzou | 2 - 1 a.p             | IRB Sétif            |                                     | mars 84    | OPOW Constantine * reporté au vendredi 30 mars 1984.                     |
| 4 | JH Djazaïr    | 2 - 0                 | WA Boufarik          | Laaroui 36e, Benbouthaldja 56e      | 2 mars 84  | Stade Bologhine, Alger, Arbitre : Ghotari                                |
| 5 | MP Oran       | 1 - 1 a.p (5 t.a.b 4) | ESM Guelma           | Benmimoun 78e/ Guerri 34e           | 2 mars 84  | Stade 20 août 1955, Alger, Arbitre; Bouzaréah                            |
| 6 | RS Kouba      | 1 - 1 a.p (4 t.a.b 3) | USM Bel Abbès        |                                     | mars 84    | reporté au vendredi 30 mars 1984.                                        |
| 7 | WM Tlemcen    | 2 - 1 a.p             | GCR Mascara          | Belatoui 87e, Nair 110e / Debbi 26e | 2 mars 84  | Stade 19 juin 65, Oran, arbitre : Medjiba Rachid                         |
| 8 | MP Alger      | 1 - 0                 | WKF Collo            | Laouada 27e                         | 2 mars 84  | Stade 17 juin, Constantine, arbitre : Hansal                             |

source ; el moudjahid numero 5830 du mercredi 21 mars 1984 page 15 (forfait du cmbelcourt devant l'ép sétif).
(*) JH Djazaïr = DNC Alger

## Quarts de finale
Les matchs des quarts de finale se sont joués le vendredi  6 avril 1984 a 14h 30
| # | Club 1        | Résultat  | Club 2     | Buteurs                                             | Date                  | Stade                                                                                                 |
| - | ------------- | --------- | ---------- | --------------------------------------------------- | --------------------- | --- |
| 1 | MP Oran       | 2 - 1     | MP Alger   | Sebbah 25e Benmimoun 80e / Bouiche 63e              | Vendredi 6 avril 1984 | Stade Birouana (Tlemcen) - 30.000 spectateurs - arbitre : M. Kouras.                                  |
| 2 | EP Sétif      | 2 - 0     | RC Kouba   | Arabet 35e Bendjaballah 61e                         | Vendredi 6 avril 1984 | Stade 19 juin 1965 (Oran) (2e match au stade) - 4.453 spectateurs - arbitre : M. Lacarne Belaid.      |
| 3 | JE Tizi-Ouzou | 5 - 0     | WM Tlemcen | Bahbouh 26e Menad Djamel 39e 61e 82e Benlahcene 89e | Vendredi 6 avril 1984 | Stade du 5 juillet 1962 (Alger) - 18.515 spectateurs - arbitre : M. Ghotari (Match télévisé)          |
| 4 | JH Djazaïr    | 2 - 0 a.p | JSM Tiaret | Benbouthaldja 94e 108e                              | Vendredi 6 avril 1984 | Stade 19 juin 1965 (Oran) (Nb: match en lever de rideau), 15.000 spectateurs - arbitre : M. Dahamchi. |

## Demi-finales
Les matchs des demi-finales se sont joués le vendredi  11 mai 1984 a 14h 30.
| # | Club 1     | Résultat  | Club 2        | Buteurs                                       | Date                 | Stade                                               |
| - | ---------- | --------- | ------------- | --------------------------------------------- | -------------------- | --------------------------------------------------- |
| 1 | MP Oran    | 1 - 0     | JE Tizi-Ouzou | Meziane 33e                                   | Vendredi 11 mai 1984 | Stade 17 juin (Constantine) - 30.000 spectateurs.   |
| 2 | JH Djazaïr | 2 - 1 a.p | EP Sétif      | Cheriki 80e Demdoum 104e / Adjissa 36e (pen.) | Vendredi 11 mai 1984 | Stade 1 novembre 1954 (Tizi-Ouzou) (match télévisé) |

## Finale
La finale a eu lieu au Stade du 1er-Novembre-1954 à Batna, le  vendredi 25 mai 1984 devant 30,000 spectateurs. a 16h.
| Entraîneur :     |
| Abdellah Mecheri |

| Entraîneur :  |
| Amar Medjereb |

| Entraîneur :     |
| Abdellah Mecheri |

| Entraîneur :  |
| Amar Medjereb |

| |  |  |  |
| \| Coupe d'Algérie de Football Vainqueur 1984 \| \| ------------------------------------------ \| \| MP Oran 2e titre \| |  |  |  |
| Coupe d'Algérie de Football Vainqueur 1984                                                                               |  |  |  |
| MP Oran 2e titre |  |  |  |

## Finale de la coupe d'Algérie Junior
| Édition   | Date et Heure | Vainqueur      | Score             | Finaliste     | Buteur | Stade                        | Réf. |
| --------- | ------------- | -------------- | ----------------- | ------------- | ------ | ---------------------------- | ---- |
| 1983-1984 | 24 mai 1984   | USM El Harrach | 0 - 0 (6-5 t.a.b) | JE Tizi Ouzou | /      | Stade du 20 août 1955, Alger |      |

## Finale de la coupe d'Algérie cadets
| Édition   | Date et Heure           | Vainqueur | Score | Finaliste  | Buteur                              | Stade                  | Réf.  |
| --------- | ----------------------- | --------- | ----- | ---------- | ----------------------------------- | ---------------------- | ----- |
| 1983-1984 | Jeudi 24 mai 1984 15h00 | ASC Oran  | 3 - 0 | Nadit Oran | Belakaid 1re (csc), Gouriba 40e 60e | Stade du 19 Juin, Oran | [ 2 ] |